# Journey Into Life: The World of the Unborn
Journey Into Life: The World of the Unborn ist ein britischer Dokumentar-Kurzfilm von Derek Bromhall aus dem Jahr 1990. Der Film wurde für die Oscarverleihung 1991 für den Oscar für den besten Dokumentar-Kurzfilm nominiert.

## Handlung
Der Kurzfilm stellt die Entwicklung des Embryos von der Empfängnis bis zur Geburt dar.

## Auszeichnungen
- Oscar: Nominierung als bester Dokumentar-Kurzfilm 1991[1]